# Coppa di Grecia 2011-2012 (pallacanestro maschile)
La Coppa di Grecia 2011-2012 è la 37ª Coppa di Grecia di pallacanestro maschile.

## Squadre
Partecipano le 46 squadre iscritte alla A1 Ethniki, A2 Ethniki e B Ethniki. Le sei migliori squadre della
A1 Ethniki 2010-2011 entrano in gioco solo ai quarti di finale, mentre le altre squadre si sfidano per i due posti restanti.

## Partite

### Fase A

#### Primo turno
| Squadra 1                      | Risultato | Squadra 2           |
| ------------------------------ | --------- | ------------------- |
| Arkadikos                      | 54 - 70   | Apollon Patrasso    |
| Stratoniou                     | 20 - 0    | Pagrati Atene       |
| Chalkidonas Propontis          | 75 - 72   | Pierikos Archelaos  |
| Neas Kīfisias                  | 20 - 0    | AEK Atene           |
| Koroivos Amaliadas             | 0 - 20    | Panerithraikos A.S. |
| Iraklio B.C.                   | 77 - 68   | Doxa Lefkadas       |
| Nikī Volo                      | 68 - 73   | Panelefsiniakos     |
| Kalathosfairisi Agia Paraskevi | 87 - 59   | MENT BC Vassilakis  |
| Near East                      | 20 - 0    | Aias Evosmou        |
| Ikaroi Serron                  | 66 - 65   | OFĪ Creta           |
| Aeolus Trikala                 | 20 - 0    | AEK Argos           |
| Diagoras Rodi                  | 20 - 0    | Ermis Peramatos     |
| Aigaleō                        | 0 - 20    | Lavrio              |
| F.A.O. Zografou                | 94 - 91   | Amyntas             |
| A.C. Doukas                    | 20 - 0    | Anagennisi Flogas   |
| M.A.S. Ermis Lagkada           | 0 - 20    | Īraklīs Salonicco   |

#### Secondo turno
| Squadra 1           | Risultato | Squadra 2                      |
| ------------------- | --------- | ------------------------------ |
| Stratoniou          | 68 - 70   | Ikaroi Serron                  |
| Panerithraikos A.S. | 74 - 59   | Lavrio                         |
| F.A.O. Zografou     | 104 - 97  | Kalathosfairisi Agia Paraskevi |
| Īraklīs Salonicco   | 0 - 20    | Diagoras Rodi                  |
| Apollon Patrasso    | 20 - 0    | Neas Kīfisias                  |
| A.C. Doukas         | 79 - 59   | Chalkidonas Propontis          |
| Aeolus Trikala      | 65 - 58   | Panelefsiniakos                |
| Near East           | 32 - 85   | Iraklio B.C.                   |

### Fase B

#### Primo turno
| Squadra 1           | Risultato | Squadra 2         |
| ------------------- | --------- | ----------------- |
| Aeolus Trikala      | 66 - 76   | Peristeri         |
| Diagoras Rodi       | 51 - 87   | Īlysiakos         |
| F.A.O. Zografou     | 71 - 89   | Paniōnios         |
| Drama               | 20 - 0    | Panellīnios       |
| A.C. Doukas         | 47 - 79   | Rethymnou         |
| Ikaroi Serron       | 85 - 89   | Ikaros Kallitheas |
| Panerithraikos A.S. | 62 - 66   | Kolossos Rodi     |
| Iraklio B.C.        | 66 - 67   | Apollon Patrasso  |

#### Secondo turno
| Squadra 1        | Risultato | Squadra 2         |
| ---------------- | --------- | ----------------- |
| Apollon Patrasso | 103 - 102 | Peristeri         |
| Īlysiakos        | 78 - 76   | Rethymnou         |
| Kolossos Rodi    | 77 - 80   | Ikaros Kallitheas |
| Paniōnios        | 20 - 0    | Drama             |

#### Terzo turno
| Squadra 1        | Risultato | Squadra 2         |
| ---------------- | --------- | ----------------- |
| Apollon Patrasso | 61 - 64   | Ikaros Kallitheas |
| Paniōnios        | 69 - 73   | Īlysiakos         |

### Fase C

#### Tabellone
|  | Quarti di finale | Quarti di finale | Quarti di finale |                |               | Semifinali    | Semifinali | Semifinali |  |  | Finale | Finale | Finale |  |
|  |                  |                  |                  |                |               |               |            |            |  |  |        |        |        |  |
|  | Panathīnaïkos    | Panathīnaïkos    | 93               |                |               |               |            |            |  |  |        |        |        |  |
|  | Panathīnaïkos    | Panathīnaïkos    | 93               |                |               |               |            |            |  |  |        |        |        |  |
|  | Maroussi         | Maroussi         | 61               |                |               |               |            |            |  |  |        |        |        |  |
|  | Maroussi         | Maroussi         | 61               |                | Panathīnaïkos | Panathīnaïkos | 99         |            |  |  |        |        |        |  |
|  |                  |                  |                  |                | Panathīnaïkos | Panathīnaïkos | 99         |            |  |  |        |        |        |  |
|  |                  |                  | Kavala           | Kavala         | 51            |               |            |            |  |  |        |        |        |  |
|  | Kavala           | Kavala           | Kavala           | Kavala         | 51            | 77            |            |            |  |  |        |        |        |  |
|  | Kavala           | Kavala           |                  |                |               |               |            |            |  |  |        |        |        |  |
|  | Īlysiakos        | Īlysiakos        | 76               |                |               |               |            |            |  |  |        |        |        |  |
|  | Īlysiakos        | Īlysiakos        | 76               |                | Panathīnaïkos | Panathīnaïkos | 71         |            |  |  |        |        |        |  |
|  |                  |                  |                  |                |               |               |            |            |  |  |        |        |        |  |
|  |                  |                  | Olympiakos       | Olympiakos     | 70            |               |            |            |  |  |        |        |        |  |
|  | Aris Salonicco   | Aris Salonicco   | Olympiakos       | Olympiakos     | 70            | 59            |            |            |  |  |        |        |        |  |
|  | Aris Salonicco   | Aris Salonicco   |                  |                |               |               |            |            |  |  |        |        |        |  |
|  | Olympiakos       | Olympiakos       | 80               |                |               |               |            |            |  |  |        |        |        |  |
|  | Olympiakos       | Olympiakos       | 80               |                | Olympiakos    | Olympiakos    | 87         |            |  |  |        |        |        |  |
|  |                  |                  |                  |                | Olympiakos    | Olympiakos    | 87         |            |  |  |        |        |        |  |
|  |                  |                  | PAOK Salonicco   | PAOK Salonicco | 52            |               |            |            |  |  |        |        |        |  |
|  | PAOK Salonicco   | PAOK Salonicco   | PAOK Salonicco   | PAOK Salonicco | 52            | 89            |            |            |  |  |        |        |        |  |
|  | PAOK Salonicco   | PAOK Salonicco   |                  |                |               |               |            |            |  |  |        |        |        |  |
|  | Ikaros Kallithea | Ikaros Kallithea | 67               |                |               |               |            |            |  |  |        |        |        |  |